# Magdalena (Machar)
Magdalena je veršovaný román J. S. Machara. Machar tento román vydal roku 1893, psal jej během vykonávání práce úředníka ve Vídni. Román je psán nerýmovaným trochejským čtyřstopým veršem.

## Děj
Příběh pojednává o mladém muži jménem Jiří. Je to typický zástupce tehdejšího měšťáka. Pochází ze zámožné mlynářské rodiny a nemusí tedy příliš pracovat. Své večery tráví nejčastěji s přáteli Na Příkopech. Ve své znuděnosti a pohodlnosti stále touží po nějakém novém vzrušení. Jednoho dne jako obvykle navštíví jeden z pražských vykřičených domů.
V salonu pochybné pověsti v V. pražské čtvrti je veselo a rušno. Hosté hrají, tančí a zpívají. Jiří tam sedí s mladičkou dívkou a je mu jí upřímně líto. Lucy přišla teprve nedávno do domu zkázy a nezvykla dosud hrozným poměrům. Vypravuje Jiřímu svůj osud. Je dcerou učitele, který úplně zpustl a byl propuštěn ze služby; byla vychovatelkou, pak prodavačkou, konečně ji otec umístil v tomto domě hanby a žije z jejich úspor. Jiřího dojímá její vypravování a počne Lucy navštěvovat v domě častěji. Dá se říci, že je svým romantickým vztahem k prostitutce nadšen. Vypravuje o něm svým kamarádům a neustále ho v mysli hýčká a krášlí. Nakonec se rozhodne vysvobodit nebohou Lucy ze spárů jejího nešťastného povolání a po domluvě se svou dobrou starou tetou ji svěřuje její péči.
Lucy se nejprve před starou paní stydí, ale posléze se mezi nimi vytvoří silné pouto, které připomíná až vztah mezi matkou a dcerou. Lucyině štěstí však začne překážet její temná minulost. Domovník přichází s dotazem, zda paní ví, koho si vzala k sobě. Po čase přijde i nasupený hulvátský otec, který chce, aby mu dcera zase vydělávala na jeho mizernou existenci. Jiříka si dobírají i jeho přátelé, takže se rozhodne odejít s tetou i dívkou pryč z Prahy do malého města, kde má dům po svém otci. Je vidět, že autor je s maloměstským životem obeznámen, neboť ho dokáže vykreslit velmi poutavě a věrohodně.
Zvědavost lidí je v takovém městě ještě větší. Klepy se brzo začínají šířit a Lucy se znovu musí konfrontovat se svojí minulostí. Přední klevetnicí města je zde paní purkmistrová. Ta se scházívá s dalšími dámami na pravidelných pomlouvacích seancích. Do jedné z nich naneštěstí vpadne i samotný Lucynin otec. Vypoví vše o Lucy, aby se tím snad i částečně pomstil za to, že mu odešla. Spolek se urychleně sejde, aby tuto situaci řádně „projednal“. Nakonec se celé město otočí k Lucy zády. Maloměstská honorace se cítí být uražena a pohoršena, cudné dámy a jejich dcery se okázale štítí děvčete, vyhýbají se mu, pánové se záhadně usmívají. Lucy trpí, hubne a chřadne. Jedinou útěchou jí kromě staré tety je mladý souchotinář (bývalý kamarád a spolužák Jiřího), kterého předtím potkala při jednom z „výletů“ buržoazie. Tento člověk, těžce sužovaný svou nemocí a jasnou vyhlídkou na smrt, jenž mu však na druhou stranu dává možnost vidět svět v jasném světle, který pochází z úplně jiných vrstev než Lucy, jí jednou řekne, že:
Buržoazie nic neodpouští, nezapomene. Oh chtěl bych dožít přec se oné chvíle, až ten prohnilý svět jeho s všemi prolhanými řády, šalbou, klamem, blbstvím, zlobou, až to bude padat v trosky.“ Pak zas, jakby viděl směšnost svého vzteku, tiše hovořil: „Tak chtěl bych popohnat ty proudy časů o nějakých dvacet roků! Za dvacet let bude jinak… Za dvacet let byla byste tady šťastna… za dvacet let i já bych umíral nerad… Dnes oba jsme odsouzeni, oba ztraceni… A celkem“ tenhle život!… Je to jedno, jak to žijem… Je to něco provisorního…snad potom bude něco… snad ne – kdo ví?
Tento Lucyin přítel však své nemoci nakonec podlehne a zanechá ji na světě samotnou s jejími starostmi.
Jiří se začne politicky angažovat, kandiduje na poslance a má před svatbou s Aničkou, dcerou berního úředníka. To vše vyžaduje jeho dobrou pověst. Na svou šlechetnost již dávno zapomněl. Osvojil si maloměstskou morálku tak dokonale, že je sám k Lucy dotěrný. Zklamané a zatracené dívce nezbude nic jiného, než se vrátit zpět do Prahy. Nakonec zažene myšlenky na svou smrt a rozhodne se vrátit tam, kde jedině bude mít jistotu vlídného přijetí – zpět do vykřičeného domu.
Název knihy je odkazem na biblickou postavu Máří Magdaleny, prostitutky, která se rozhodla následovat Ježíšovo učení. Tu však společnost pro její minulost zavrhla. Machar je jedním z mála autorů své doby, který se zabývá problematikou ženské otázky.
Román je hojně prokládán autorovými vsuvkami. Jsou to pasáže, kde Machar počíná mluvit přímo ke svému čtenáři. Rozebírá například i své literární postupy a vyjadřuje se k mnohému dalšímu.
Na motivy Magdaleny byl natočen v roce 1921 první český hudební film. Hudbu složil hudební skladatel Karel Weis. Weisova hudba byla při premiéře hrána orchestrem živě, za současného promítání němého snímku.
Jednalo se o rozsáhlou kompozici, která zabírala 90 minut čistého času a film umělecky povznesla. Poprvé v historii české kinematografie vystihovala filmový děj i charakter jednotlivých postav. Byla napsána v duchu romantické programní hudby s využitím techniky leitmotivů. Skladba je částečně zachována v tištěném klavírním výtahu, partitura čítající 1000 stran není dosud nalezena. Filmová Magdalena včetně hudby zapadla z důvodů nedostatečné atraktivity snímku. Nezanedbatelnou příčinou byl též spor skladatele Karla Weise s filmovou společností o autorské honoráře.